# Acacialijster
De acacialijster (Turdus litsitsirupa; synoniem: Psophocichla litsitsirupa) is een zangvogel uit de familie Turdidae (lijsters). De vogel werd in 1836 geldig beschreven door Andrew Smith als Merula litsitsirupa.

## Kenmerken
De vogel is 20 tot 22 cm, zo groot als een zanglijster (T. philomelos). Opvallend zijn de zwarte vlekken op de "wangen". De vogel is grijsbruin van boven en wit van onder met zwarte stippen.

## Verspreiding en leefgebied
Er zijn drie ondersoorten:
- T. l. litsitsirupa: van centraal Namibië en zuidelijk Zambia tot noordelijk Zuid-Afrika en zuidelijk Mozambique.
- T. l. pauciguttatus: van zuidelijk Angola en noordelijk Namibië tot westelijk Zimbabwe.
- T. l. stierlingi: van centraal Angola tot Tanzania.

De leefgebieden liggen in graslanden, terrein met bos en struikgewas en in gecultiveerd land op hoogten tussen 500 en 2000 meter boven zeeniveau.